# Mexichromis macropus
Espèce
Mexichromis macropus est une espèce de nudibranches de la famille des Chromodorididae et du genre Mexichromis.

## Répartition
Cette espèce se rencontre dans l'Ouest de l'Indo-Pacifique et notamment en Indonésie et en Australie,.

## Éthologie
Mexichromis macropus est une espèce benthique qui s'observe entre 5 et 20 m de profondeur.

## Description

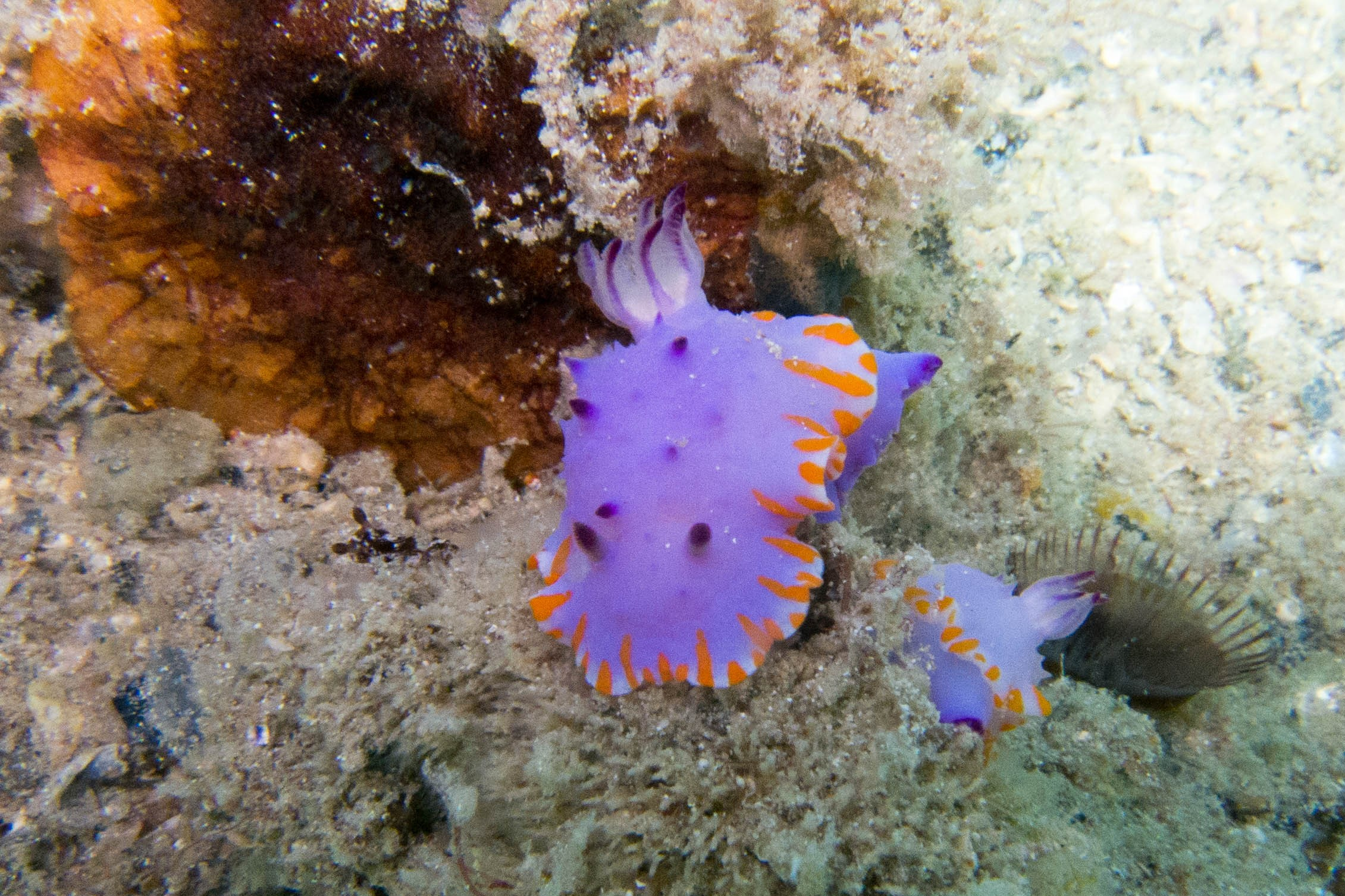
Mexichromis macropus

Mexichromis macropus peut mesurer de l'ordre de 3 à 4 cm de long.
Mexichromis macropus est caractérisée par la présence de barres orange rayonnantes le long du bord du manteau avec du blanc entre ces barres. Le corps est généralement blanc mais peut être mauve. La partie médiane du manteau est parsemée de pustules élevées pourpres. Les rhinophores et les branchies ont également une teinte pourpre.

## Alimentation
Mexichromis macropus se nourrit d'éponges du genre Euryspongia.

## Publication originale
- Rudman, W. B. 1983. The Chromodorididae (Opisthobranchia: Mollusca) of the Indo-West Pacific: Chromodoris splendida, C. aspersa and Hypselodoris placida colour groups. Zoological Journal of the Linnean Society, 78: 105-173.

## Taxonomie
Cette espèce a été décrite par le zoologiste William B. Rudman en 1983.